# Torneo Internacional de Malta 2000
El Torneo Internacional de Malta 2000 (llamado Torneo Rothmans por motivos de patrocinio) fue la décima edición del Torneo Internacional de Malta. El torneo fue celebrado del 6 al 10 de febrero de 2000. Participaron del torneo Andorra, Malta, Albania y Azerbaiyán.

## Partidos
| 6 de febrero de 2000 | Albania                                    | 3-0     | Andorra | Estadio Nacional Ta' Qali, Ta' Qali                      |                                                          |
|                      | - Dalipi 63' (pen.) - Vata 86' - Zajmi 90' | Reporte |         | Asistencia: 2.500 espectadores Árbitro(s): Joseph Attard | Asistencia: 2.500 espectadores Árbitro(s): Joseph Attard |

| 6 de febrero de 2000 | Malta                                   | 3-0     | Azerbaiyán | Estadio Nacional Ta' Qali, Ta' Qali                     |                                                         |
|                      | - Buttigieg 31' - Agius 53', 90' (pen.) | Reporte |            | Asistencia: 2.603 espectadores Árbitro(s): Bujar Pregia | Asistencia: 2.603 espectadores Árbitro(s): Bujar Pregia |

| 8 de febrero de 2000 | Albania      | 1-0     | Azerbaiyán | Estadio Nacional Ta' Qali, Ta' Qali                       |                                                           |
|                      | - Murati 37' | Reporte |            | Asistencia: 3.000 espectadores Árbitro(s): Emanuel Zammit | Asistencia: 3.000 espectadores Árbitro(s): Emanuel Zammit |

| 8 de febrero de 2000 | Malta        | 1-1     | Andorra      | Estadio Nacional Ta' Qali, Ta' Qali                     |                                                         |
|                      | - Mallia 15' | Reporte | - Sonejee 2' | Asistencia: 2.624 espectadores Árbitro(s): Bujar Pregia | Asistencia: 2.624 espectadores Árbitro(s): Bujar Pregia |

| 10 de febrero de 2000 | Andorra | 0-0     | Azerbaiyán | Estadio Nacional Ta' Qali, Ta' Qali                        |                                                            |
|                       |         | Reporte |            | Asistencia: 2.000 espectadores Árbitro(s): Lawrence Sammut | Asistencia: 2.000 espectadores Árbitro(s): Lawrence Sammut |

| 10 de febrero de 2000 | Malta | 0-1     | Albania      | Estadio Nacional Ta' Qali, Ta' Qali                        |                                                            |
|                       |       | Reporte | - Sinani 54' | Asistencia: 3.654 espectadores Árbitro(s): Xaqani Məmmədov | Asistencia: 3.654 espectadores Árbitro(s): Xaqani Məmmədov |

## Clasificación
| Pos. | Equipo      | Pts. | PJ | G | E | P | GF | GC | Dif. | Clasificación |
| ---- | ----------- | ---- | -- | - | - | - | -- | -- | ---- | ------------- |
| 1    | Albania (C) | 9    | 3  | 3 | 0 | 0 | 5  | 0  | +5   |               |
| 2    | Malta (H)   | 4    | 3  | 1 | 1 | 1 | 4  | 2  | +2   |               |
| 3    | Andorra     | 2    | 3  | 0 | 2 | 1 | 1  | 4  | −3   |               |
| 4    | Azerbaiyán  | 1    | 3  | 0 | 1 | 2 | 0  | 4  | −4   |               |

 Fuente: RSSSF

## Goleadores
| 2 goles - Gilbert Agius | 1 gol - Edmond Dalipi - Edvin Murati - Vioresin Sinani - Rudi Vata - Roland Zajmi - John Buttigieg - George Mallia - Óscar Sonejee |